# Horní Blatná
Horní Blatná (Duits: Bergstadt Platten) is een kleine Tsjechische stad in de regio Karlsbad, en maakt deel uit van het district Karlsbad. Horní Blatná telt 370 inwoners (2023). Horní Blatná was tot 1945 een plaats met een overwegend Duitstalige bevolking. Na de Tweede Wereldoorlog werd de Duitstalige bevolking verdreven. Niet ver van het stadje bevindt zich de ruim 1000 meter hoge berg Blatenský vrch.

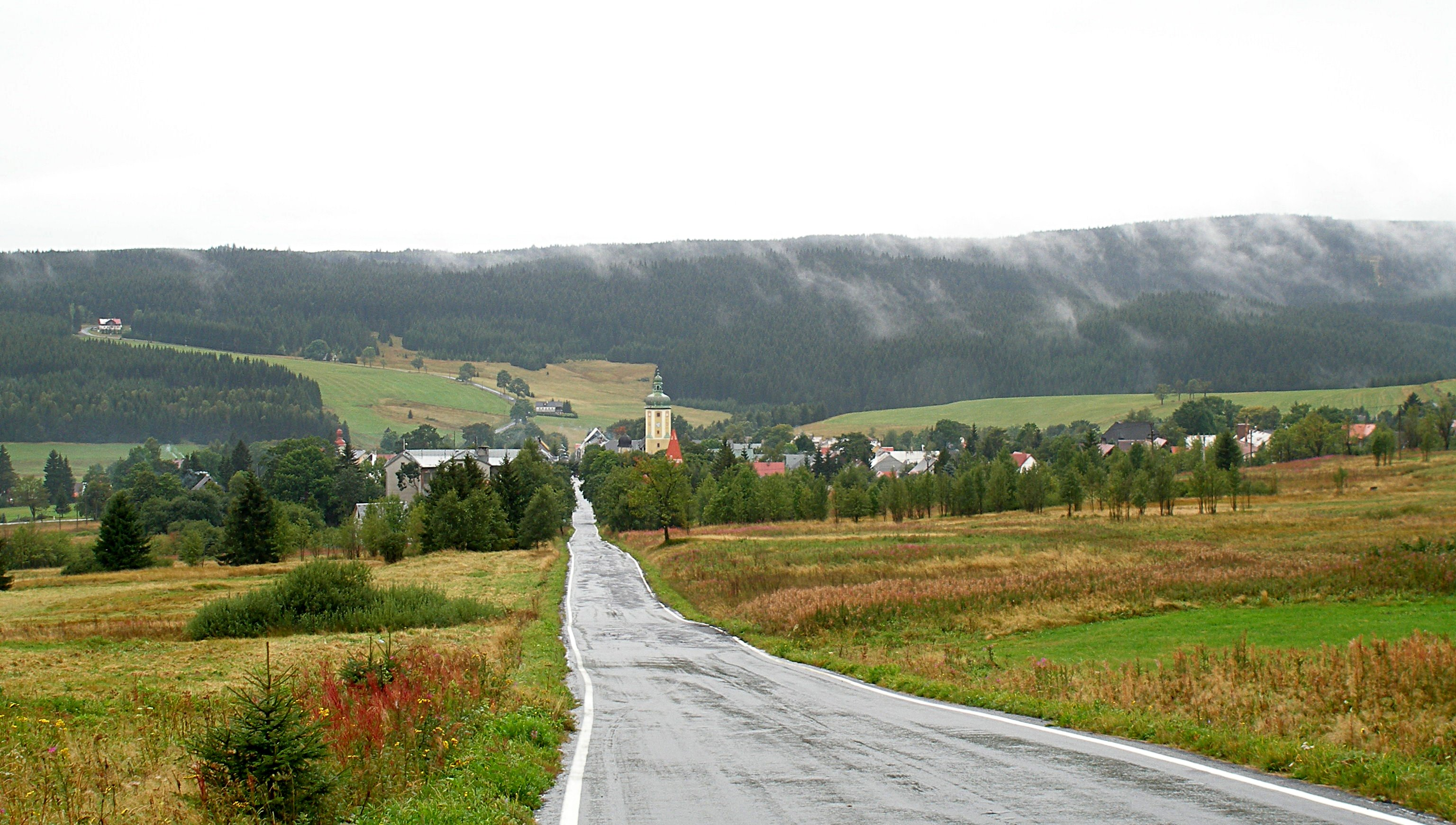
Zicht op Horní Blatná

## Geschiedenis
- 1548 – Horní Blatná krijgt de status Koninklijke bergstad.
- 2007 – De gemeente Horní Blatná krijgt (opnieuw) de status stad.[1]

Abertamy · Andělská Hora · Bečov nad Teplou · Bochov · Boží Dar · Božičany · Bražec · Březová · Černava · Čichalov · Dalovice · Děpoltovice · Doupovské Hradiště · Hájek · Horní Blatná · Hory · Hroznětín · Chodov · Chyše · Jáchymov · Jenišov · Karlsbad (Karlovy Vary) · Kolová · Krásné Údolí · Krásný Les · Kyselka · Merklín · Mírová · Nejdek · Nová Role · Nové Hamry · Ostrov · Otovice · Otročín · Pernink · Pila · Potůčky · Pšov · Sadov · Smolné Pece · Stanovice · Stráž nad Ohří · Stružná · Šemnice · Štědrá · Teplička · Toužim · Útvina · Valeč · Velichov · Verušičky · Vojenský újezd Hradiště · Vojkovice · Vrbice · Vysoká Pec · Žlutice